# Bloch
Bloch ist ein Familienname.

## Häufigkeit und Verbreitung

Die absolute Verteilung des Namens Bloch in verwandt.ch

Es gibt 1520 Personen in der Schweiz mit diesem Namen (Stand 2022). 295 derer davon leben im Kanton Zürich, 232 im Kanton Solothurn, 199 im Kanton Baselland, 162 im Kanton Bern. Es ist der 113. häufigste Name im Kanton Solothurn, der 133. häufigste im Baselland und der 169. häufigste im Basel-Stadt.
In Deutschland gibt es ca. 2200 Telefonbucheinträge zum Namen Bloch und damit fast 6000 Personen mit diesem Namen. Die meisten Anschlüsse sind in Berlin gemeldet.

## Herkunft und Bedeutung
- Bernd Naumann meint: oberdeutsch für Block, zu mhd. bloc(h) 'Holzklotz, Block, Bohle; eine Art Falle'; mnd. block 'körperlich, geistig oder seelisch grob beschaffener Menschen' oder aus poln. Bloch 'Kurzform zu Blogoslaw', zu blogi 'glücklich, behaglich', oder aus poln. wloch 'Fremdstämmiger, Italiener'.
- Viktor Schobinger schreibt: poln. wloch ' Fremder, Welscher, Italiener', < mhd. walch/walhe 'Romane', oder mhd. bloc 'massiger, vierschrötiger Mensch'
- Max Gottschald meint:
  - 1. Block: a) Klotz. b) Felsblock. c) Einzelgrundstück. d) Gefängnis (Blöcker, Blocher, Blöcher = Stöcker, der die Gefangenen in den Block setzt). e) plumper Mensch.
  - 2. jüd. „Welscher“, urspr. Bezeichnung der im 14. Jh. von Westen her in Polen eingewanderten Juden.
- Der FNDuden (2005) schreibt:
  - 1. oberdeutsche oder ältere niederdeutsche Form von Block < mhd. bloc(h): a) ein körperlich oder geistig grober Mensch. b) der Block, mit dem man die Füße der Gefangenen umschloss. Der Name kann den Betroffenen oder den Gerichtsdiener bezeichnen. c) ein grabenumzogenes Ackerstück. d) eine Art Falle.
  - 2. zu poln. wloch 'Welscher, Fremdstämmiger'. Damit wurden die im Spätmittelalter vom Westen nach Polen eingewanderten Juden bezeichnet.
  - 3. Kurzform zu poln. Blogoslaw (< poln. blogi 'glücklich, behaglich').
- Im Schweizerischen Idiotikon Bd. 5, Sp. 9ff. steht: Bedeutung des groben, ungehobelten Menschen mehrfach belegt, z. B.
  - 1.b) Vom undere Blöchli si 'ein Grobian sein'
  - 1.d) Eine wie-n-es Ploch 'ein vierschrötiger, plumper Kerl'
  - 2.b) unförmlich dicker, vierschrötiger, ungeschlachter Mensch, v. a. Männer. Grober Tölpel.
- Die von der Redaktion des Schweizerischen Idiotikons verantwortete Familiennamenerklärung auf Radio SRF 1 unterscheidet zwischen den jüdischen und den solothurnischen Bloch, wobei der Name ersterer auf das oben genannte polnische und derjenige letzterer auf das oben genannten schweizerdeutsche Wort zurückgeht.

## Verwandte Namen
Zur Namensherkunft von der Bedeutung Block: Blockhaus, Blockmann; Blocher, Blochberger, Blochinger, Blochmann, Blöckel, Plocher, Plochmann, Blöchle, Plöchinger, Blöcklein, Plocke, Plockhorst, Plöckl, Plöckinger. (Gottschald 2006)

## Namensträger

### A
- Adele Bloch-Bauer (1881–1925), österreichische Unternehmergattin
- Albert Bloch (1882–1961), US-amerikanischer Maler
- Alexander Bloch (* 1972), deutscher Motorjournalist und Moderator
- Alexandre Bloch (1857–1919), französischer Maler
- Alfred Bloch (Jurist) (1861–1926), österreichischer Jurist und Richter
- Alfred Bloch (Fußballspieler) (auch Jean Bloch; 1877–??), französischer Fußballspieler
- Alfred Bloch (Ingenieur) (1879–1927), Schweizer Kulturingenieur und Verbandsfunktionär
- Alfred Bloch (Sprachwissenschaftler) (1915–1983), Schweizer Sprachwissenschaftler
- Alfred M. Bloch (1904–1979), deutsch-britischer Ingenieur
- Alice Bloch (* 1894), deutsch-israelische Gymnastiklehrerin und Autorin
- Ambrosius Bloch (1768–1838), Schweizer Benediktinermönch
- Anna Bloch (1868–1953), dänische Schauspielerin
- Annie Bloch (* 1994), deutsche Musikerin
- André Bloch (Komponist) (1873–1960), französischer Komponist
- André Bloch (Mathematiker) (1893–1948), französischer Mathematiker
- Andreas Bloch (Maler) (1860–1917), norwegischer Maler
- Andreas Bloch (Basketballspieler) (* 1982), deutscher Basketballspieler
- Andy Bloch (* 1969), US-amerikanischer Pokerspieler
- Armand Isaac Bloch (1865–1952), deutsch-französischer Rabbiner und Autor
- Arthur Bloch (1882–1942), Schweizer Mordopfer
- Arthur Bloch (Autor) (* 1948), US-amerikanischer Autor, Produzent und Regisseur (Murphys Gesetz)
- Artur Bloch (* 1992), polnischer E-Sportler
- August Bloch (Maler) (1876–1949), deutscher Landschafts-, Porträt- und Stilllebenmaler der Düsseldorfer Schule
- August Friedrich Bloch (1780–1863), deutscher Kaufmann und Beamter
- Augustyn Bloch (1929–2006), polnischer Komponist und Organist
- Avraham Jizchaq Bloch (1891–1941), litauischer Rabbiner
- Axel Bloch (1911–1998), dänischer Fechter

### B
- Bernard Bloch (1907–1965), US-amerikanischer Sprachwissenschaftler
- Boris Bloch (* 1951), ukrainisch-russischer Pianist
- Bruno Bloch (1878–1933), Schweizer Dermatologe

### C
- Camille Bloch (1891–1970), Schweizer Chocolatier und Unternehmer
- Carl Bloch (1834–1890), dänischer Maler
- Chajim Bloch (1881–1973), ukrainisch-rumänischer Schriftsteller
- Chana Bloch (NS-Opfer) (geb. Johanna Imich; 1871–1941), deutsches NS-Opfer
- Chana Bloch (Poetin) (1940–2017), amerikanische Poetin, Übersetzerin und Hochschullehrerin
- Charles Bloch (1921–1987), französischer Historiker
- Claude Bloch (1923–1971),  französischer Physiker
- Curt Bloch (1908–1975), deutscher Jurist und Schriftsteller

### D
- Dalit Bloch (* 1959), israelisch-schweizerische Schauspielerin
- Daniel Bloch (1941–2009), israelischer Journalist
- Darius Paul Bloch (1882–1969), französischer General, siehe Darius Paul Dassault
- David Ludwig Bloch (1910–2002), deutscher Maler und Lithograf
- Denise Bloch (1916–1945), britische Agentin
- Dora Bloch (1901–1976), britisch-israelisches Terroropfer
- Dorete Bloch Danielsen (1943–2015), dänische Zoologin

### E
- Eduard Bloch (Verleger) (1831–1895), deutscher Verlagsbuchhändler und Autor
- Eduard Bloch (Mediziner) (1872–1945), österreichischer Mediziner
- Eleonora Abramowna Bloch (1881–1943), russisch-sowjetische Bildhauerin und Hochschullehrerin
- Eliahu Meir Bloch (1894–1954), US-amerikanischer Rabbiner litauischer Abkunft
- Emil Bloch (Mediziner) (1847–1920), deutscher HNO-Arzt und Hochschullehrer
- Emil Bloch (Lehrer) (1861–1923), Schweizer Landwirtschaftslehrer, Verbandsfunktionär und Autor
- Emmi Bloch (1887–1978), Schweizer Sozialreformerin
- Erich Bloch (Schriftsteller) (1897–1994), deutscher Schriftsteller
- Erich Bloch (Ingenieur) (1925–2016), US-amerikanischer Informatiker und Ingenieur
- Ernest Bloch (1880–1959), schweizerisch-US-amerikanischer Komponist
- Ernest Bloch (Ökonom) (1921–1998), US-amerikanischer Ökonom
- Ernst Bloch (Verleger) (1878–1923), deutscher Verlagsbuchhändler
- Ernst Bloch (1885–1977), deutscher Philosoph
- Ernst Bloch (Offizier) (1898–1945), deutscher Offizier
- Eugen Bloch (1881–1957), Schweizer Unternehmer (1907 nach Australien emigriert), Konsul in Sydney 1920–1933
- Eugène Bloch (1878–1944), französischer Physiker

### F
- Felix Bloch (Verleger) († um 1887), deutscher Verleger
- Felix Bloch (Zeichner) (1898–1944), österreichisch-tschechischer Grafiker und Aquarellist
- Felix Bloch (1905–1983), österreichisch-schweizerisch-amerikanischer Physiker
- Felix Bloch (Diplomat) (* 1935), US-amerikanischer Diplomat
- Ferdinand Bloch-Bauer (1864–1945), österreichischer Zuckerfabrikant und Kunstsammler
- France Bloch-Sérazin (1913–1943), französische Widerstandskämpferin
- François Bloch-Lainé (1912–2002), französischer Politiker
- Franz Bloch (1881–nach 1938), böhmisch-österreichischer Pädagoge und Autor
- Friedel Bloch (1917–2010), deutscher Manager
- Friedrich Bloch (Bergingenieur) (1890–1942), deutscher Bergingenieur
- Friedrich Bloch (1899–1945), österreichischer Komponist, siehe Frederick Block
- Friedrich Bloch (Politiker) (1904–1996), deutscher Politiker, Oberbürgermeister von Gera
- Fritz Bloch (1903–1979), deutscher Rabbiner

### G
- Garen Bloch (* 1978), südafrikanischer Radrennfahrer
- Georges Bloch (1901–1984), Schweizer Unternehmer, Kunstsammler und Mäzen
- Grete Bloch (1892–1944), deutsche Industrieangestellte, Briefpartnerin von Franz Kafka
- Günther Bloch (* 1953), deutscher Kynologe und Autor
- Gustav Adolf Bloch (1879–?), evangelisch-reformierter Theologe
- Gustave Bloch (1848–1923), französischer Althistoriker

### H
- Hans Bloch (Maler) (1881–1914), deutscher Maler und Kunsterzieher
- Hans Bloch (Kameramann) (1885–nach 1945), deutscher Kameramann
- Hans Glad Bloch (1791–1865), norwegischer General und Politiker
- Hans-Jürgen Bloch (* 1936), deutscher Hörspielautor
- Hans-Rudolf Bloch (Mediziner, 1913) (1913–nach 1958), Schweizer Chirurg und Urologe
- Hans-Rudolf Bloch (Mediziner, 1955) (* 1955), Schweizer Chirurg und Orthopäde
- Harriet Bloch (1881–1975), dänische Drehbuchautorin
- Heinrich Bloch (1885–1949), deutscher Lehrer und Kantor
- Heinz P. Bloch (* 1933), deutsch-amerikanischer Maschinenbauingenieur
- Henry W. Bloch (1922–2019), US-amerikanischer Unternehmer
- Herbert Bloch (1911–2006), deutscher Klassischer Philologe und Hochschullehrer
- Herman Bloch (1912–1990), US-amerikanischer Chemiker
- Hermann Bloch (Rabbiner) (Ḥayyim Ben Ẓevi; 1826–1896), deutscher Rabbiner und Autor
- Hermann Reincke-Bloch (1867–1929), deutscher Historiker, Hochschullehrer und Politiker (DVP)
- Hubert Bloch (1913–1974), Schweizer Mikrobiologe und Hochschullehrer

### I
- Ignaz Bloch (1878–1942), deutscher Chemiker, Opfer des NS-Regimes
- Immanuel Bloch (* 1972), deutscher Physiker
- Isaac Bloch (1848–1925), französischer Rabbiner
- Isaak Adolf Bloch (1869–1959), Schweizer Lehrer, Museumskurator und Publizist
- Isidor Bloch (1878–1966), deutscher Unternehmer (Emigration 1937 in die USA)
- Issaschar-Beer Bloch (auch: Beer Hamburg; um 1730–1798), deutscher Rabbiner
- Ivan Bloch (1836–1902), polnischer Finanzier und Industrieller, siehe Johann von Bloch
- Iwan Bloch (1872–1922), deutscher Arzt, Dermatovenerologe und Sexualforscher

### J
- Jacqueline Bloch, französische Physikerin
- Jan Robert Bloch (1937–2010), deutscher Naturwissenschaftler, Pädagoge und Sozialphilosoph
- Jean Bloch (1877–??), französischer Fußballspieler, siehe Alfred Bloch (Fußballspieler)
- Jean Bloch-Michel (1912–1987), französischer Schriftsteller
- Jean Pierre-Bloch (1905–1999), französischer Journalist und Widerstandskämpfer
- Jean-Richard Bloch (1884–1947), französischer Schriftsteller
- Jens Bloch (1761–1830), dänischer lutherischer Bischof
- Joachim Bloch (* 1963), deutscher Politiker (zunächst SPD, heute AfD)
- Joachim-Dieter Bloch (1906–1945), deutscher Jurist
- Jochanan Bloch (1919–1979), israelischer Religionswissenschaftler deutscher Herkunft
- Johann Bloch (Politiker) (1762–1834), Schweizer Politiker
- Johann von Bloch (Ivan Bloch; 1836–1902), polnischer Finanzier und Industrieller
- Jonathan I. Bloch (* vor 1973), US-amerikanischer Paläontologe
- Josef Bloch (Unternehmer) (1915–2002), österreichisch-südafrikanischer Unternehmer und Funktionär
- Josef Wyler-Bloch (1917–1997), Schweizer jüdischer Funktionär
- Joseph Bloch (Publizist) (1871–1936), deutscher Publizist, Schriftsteller und Herausgeber
- Joseph Bloch (Rabbiner) (1875–1970), französischer Rabbiner
- Joseph Bloch (Pianist) (1917–2009), US-amerikanischer Pianist
- Joseph Leib Bloch (1860–1930), litauischer Rabbiner und Pädagoge
- Joseph Samuel Bloch (1850–1923), österreichischer Rabbiner und Politiker
- Joshua Bloch (* 1961), US-amerikanischer Softwareingenieur und Autor
- József Bloch (1862–1922), ungarischer Komponist
- Jules Bloch (Indologe) (1880–1953), französischer Indologe und Linguist
- Jules Bloch (Industrieller), Schweizer Industrieller
- Julienne Bloch (1833–1868), französische Pädagogin, Autorin
- Julius Bloch (1888–1976), US-amerikanischer Maler

### K
- Karl Bloch-Bauer (1901–1968), kanadischer Unternehmer österreichischer Herkunft, schwedischer Konsul
- Karola Bloch (1905–1994), polnische Architektin und Publizistin
- Kläre Bloch (1908–1988), deutsche Widerstandskämpferin
- Konrad Bloch (1912–2000), deutscher Biochemiker
- Kurt Bloch (Politiker) (1871–1915), deutscher Verwaltungsbeamter und Politiker
- Kurt Bloch (Ökonom) (1900–1976), deutsch-US-amerikanischer Ökonom und Wirtschaftsjournalist
- Kurt Bloch (Musiker) (* 1960), US-amerikanischer Musiker
- Kurt David Bloch (1908–1975), deutscher Jurist und Schriftsteller, siehe Curt Bloch

### L
- Lars Bloch (1938–2022), dänischer Schauspieler
- Laurence Bloch (* 1952), französische Journalistin und Leiterin eines Radiosenders
- Lena Bloch (* 1971), russische Jazzmusikerin
- Leo Bloch (1864–1920), deutscher Altertumsforscher
- Lucienne Bloch (1909–1999), US-amerikanische Fotografin
- Ludwig Bloch (R. Elbe; 1859–1939), deutscher Verleger und Dramaturg

### M
- Marc Bloch (1886–1944), französischer Historiker und Widerstandskämpfer
- Marcel Bloch (Künstler, 1882) (1882–1966), französischer Maler, Zeichner, Lithograph und Illustrator
- Marcel Bloch (Künstler, 1884) (Joseph Marcel Bloch; 1884–1953), französischer Maler und Bildhauer
- Marcel Bloch (1892–1986), französischer Flugzeugkonstrukteur, siehe Marcel Dassault
- Marcus Élieser Bloch (1723–1799), deutscher Naturforscher und Arzt
- Marie Bloch (1871–1944), deutsche Pädagogin und Frauenrechtlerin
- Martin Bloch (1883–1954), deutscher Maler
- Maurice Bloch (* 1939), britischer Ethnologe
- Max Bloch (Sänger) (1882–1930), deutscher Opernsänger (Tenor)
- Max Abramowitsch Bloch (Maks Bloch; 1882–1941), Chemiker, Chemiehistoriker und Hochschullehrer
- Moritz Bloch (1815–1891), ungarischer Sprachforscher und Theologe
- Moses Bloch (1804–1841), deutscher Rabbiner
- Moses Löb Bloch (1815–1909), österreichisch-ungarischer Rabbiner
- Moshe Rudolf Bloch (1902–1985), israelischer Wissenschaftler österreichisch-ungarischer Herkunft

### N
- Noé Bloch (1875–1937), russischer Filmproduzent
- Norbert Bloch (1949–2013), deutscher Politiker (SPD), MdBB

### O
- Olga Bloch (1900–1945), deutsche Kunsthistorikerin
- Orville Emil Bloch (1915–1983), US-amerikanischer Offizier
- Oscar Bloch (1877–1937), französischer Romanist und Dialektologe
- Oskar Bloch (1881–1937), Schweizer Architekt
- Otto Bloch (1885–1917), Schweizer Maschineningenieur und Elektrotechniker

### P
- Paul Bloch (1878–nach 1937), deutscher Rechtsanwalt
- Paul Bloch (Journalist) (1879–1945), Schweizer Journalist und Redaktor
- Paul Bloch (Bildhauer) (* 1951), US-amerikanischer Bildhauer
- Paul Bloch von Blottnitz (1859–1918), deutscher Generalleutnant
- Pedro Bloch (1914–2004), brasilianischer Schriftsteller
- Peter Bloch (Politiker) (1900–1984), deutscher Politiker
- Peter Bloch (Journalist) (1921–2008), deutsch-amerikanischer Historiker, Schriftsteller und Journalist
- Peter Bloch (Leichtathlet) (Johan Peter Bloch; 1923–1976), norwegischer Sprinter
- Peter Bloch (Kunsthistoriker) (1925–1994), deutscher Kunsthistoriker und Hochschullehrer
- Peter André Bloch (* 1936), Schweizer Germanist
- Philipp Bloch (1841–1923), deutscher Historiker und Reformrabbiner
- Pierrette Bloch (1928–2017), französische Malerin und Textilkünstlerin

### R
- Ralf Bloch, deutscher Agrarwissenschaftler
- Ray Bloch (1902–1982), US-amerikanischer Orchesterleiter, Komponist und Pianist
- Raymond Bloch (1914–1997), französischer Etruskologe
- René Bloch (Mediziner) (* 1937), Schweizer Psychiater und Psychotherapeut
- René Bloch (Judaist) (* 1969), Schweizer Judaist
- Richard Bloch (1879–1944), deutscher Architekt
- Rita Bloch (1914–1943), deutsche  Widerstandskämpferin
- Robert Bloch (Unternehmer) (1885–1951), deutscher Unternehmer
- Robert Bloch (Rennfahrer) (1888–1984), französischer Automobilrennfahrer
- Robert Bloch (Schriftsteller) (1917–1994), US-amerikanischer Schriftsteller und Drehbuchautor
- Robert Josef Bloch (1888–1942), deutscher Jurist
- Robert N. Bloch (* 1950), deutscher Literaturwissenschaftler
- Rolf Bloch (1930–2015), Schweizer Unternehmer
- Rosa Bloch (1880–1922), Frauenrechtlerin der Schweizer Arbeiterbewegung
- Rudolf Bloch (1863–1920), böhmisch-österreichischer Jurist
- Ruth Bloch (* 1951), israelische Künstlerin

### S
- Sabine Bloch (* 1966), deutsche Diplomatin
- Sean Bloch (* 1973), südafrikanischer Radrennfahrer
- Shani Bloch (* 1979), israelische Radfahrerin
- Spencer Bloch (* 1944), US-amerikanischer Mathematiker
- Stella Bloch (1897–1999), US-amerikanische Journalistin, Autorin und Zeichnerin

### T
- Theodor Bloch (Fotograf) (Th. Thorlacius Bloch; 1844–1935), australischer Fotograf dänischer Herkunft (bekannt für Fotografien Neuseelands)
- Theodor Bloch (Indologe) (1867–nach 1911), deutscher Indologe und Archäologe
- Thomas Bloch (* 1962), französischer Musiker

### U
- Ulrich Bloch (* 1946), Schweizer Künstler
- Undine-Uta Bloch von Blottnitz (1936–2001), deutsche Politikerin, siehe Undine von Blottnitz
- Uwe Bloch (* 1956), deutscher Fußballspieler

### W
- Waldemar Bloch (1906–1984), österreichischer Komponist, Pianist und Musikpädagoge
- Walter Bloch, Pseudonym von Walter Bach (Schauspieler) (1900–1980), österreichischer Schauspieler
- Walter Bloch (Widerstandskämpfer) (1910–2004), deutscher Widerstandskämpfer
- Walter Bloch (Philosoph) (* 1943), Schweizer Philologe, Philosoph und Schriftsteller
- Walther Bloch (ab 1903 Bloch-Wunschmann; 1873–1915), deutscher Buchhändler, Verleger und Verlagsgründer
- Werner Bloch (1890–1973), deutscher Politiker (SPD), MdA Berlin
- Wilhelm Bloch (Fotograf) (1873–1942), niederländischer Fotograf und NS-Opfer
- Wilhelm Bloch (Sportmediziner) (* 1959), deutscher Sportmediziner und Hochschullehrer
- William Edvard Bloch (1845–1926), dänischer Regisseur
- Willy Bloch (1904–nach 1959), deutscher Kameramann
- Wolfgang Bloch (* 1963), US-amerikanischer Maler